# Bride Hard
Bride Hard é um filme de comédia de ação norte americano dirigido por Simon West e escrito por Shaina Steinberg, a partir de uma história de Steinberg e CeCe Pleasants. O filme é estrelado por Rebel Wilson como uma agente secreta que é madrinha de casamento de sua melhor amiga de infância em um casamento luxuoso, quando o casamento é invadido e feito refém por mercenários. O filme também é estrelado por Anna Camp, Anna Chlumsky, Da'Vine Joy Randolph, Gigi Zumbado, Stephen Dorff e Justin Hartley.
Foi lançado em 20 de junho de 2025 nos cinemas dos Estados Unidos e ainda não possui data de estreia no Brasil.

## Premissa
Sam é uma agente secreta cuja missão mais difícil até o momento é agradar sua melhor amiga que está prestes a casar em uma luxuosa festa feita em um extravagante destino. Mas quando uma equipe de mercenários invade a cerimônia e faz os convidados de reféns, Sam é jogada em uma luta diferente de todas as anteriores — uma em que ela não pode arriscar revelar seu disfarce e muito menos arruinar o grande dia. Enquanto ela enfrenta os bandidos em uma batalha de alto risco, disfarçada em looks de contos de fadas, ela perceberá que a ameaça real pode estar mais perto do que imaginava.

## Elenco
- Rebel Wilson como Sam
- Anna Camp como Betsy
- Anna Chlumsky como Virginia
- Da'Vine Joy Randolph como Lydia
- Gigi Zumbado
- Stephen Dorff
- Justin Hartley
- Sam Huntington
- Sherry Cola
- Michael O'Neill
- Jeff Chase
- Craig Anton

## Produção
Em 9 de maio de 2023, foi divulgado que Rebel Wilson estrelaria o filme de comédia de ação Bride Hard, dirigido por Simon West. O roteiro foi escrito por Shaina Steinberg, baseado em uma história de Steinberg e CeCe Pleasants Adams. Joel David Moore, Max Osswald, Cassian Elwes e Colleen Camp o produziu. Em agosto, foi relatado que Anna Camp, Justin Hartley, Da'Vine Joy Randolph, Anna Chlumsky, Stephen Dorff, Gigi Zumbado, Sam Huntington, Sherry Cola e Michael O'Neill se juntaram ao elenco.
As filmagens principais começaram em julho de 2023 em Savannah, Geórgia, e terminaram em agosto. O filme recebeu um acordo provisório da SAG-AFTRA devido à greve do sindicato na época.
Durante as filmagens de uma cena de luta, Rebel foi acidentalmente atingida no rosto com a coronha de uma arma, e precisou de pontos no rosto.

## Lançamento
Em setembro de 2023, a Signature Entertainment adquiriu os direitos de distribuição do filme no Reino Unido e na Irlanda. Em janeiro de 2025, a Magenta Light Studios adquiriu os direitos de distribuição nos Estados Unidos, com planos de amplo lançamento nos cinemas no mesmo ano. O filme está previsto para ser lançado em 20 de junho de 2025.